# Pluviostilla palauensis
Pluviostilla palauensis is een slakkensoort uit de familie van de Neritopsidae. De wetenschappelijke naam van de soort is voor het eerst geldig gepubliceerd in 1999 door Kase & Kano.